# Brita Rothlin-Zachrisson
Britt (Brita) Gunvor Rothlin-Zachrisson, född Rothlin 12 februari 1915 i Göteborg, död 21 december 2002 i Varberg, var en svensk målare. 
Brita Rothlin-Zachrisson var dotter till apotekaren Herrman Fritiof Julius Rothlin och Gerda Lorentzon samt syster till skulptören Carl-Herman Rothlin. Hon var från 1943 gift med konstnären Per Olof Zachrisson. Brita Rothlin-Zachrisson studerade vid Valands konstskola i Göteborg 1939–1942 och vid Grünewalds målarskola i Stockholm 1942–1943. Efter att länge huvudsakligen ha målat små, finstämda interiörer och expressionistiska landskap i olja med motiv från främst Kindabygden i Östergötland och kustlandskapet i Halland, fick hon på 1980-talet sitt definitiva genombrott med stora lyriskt impressionistiska målningar där färger och former löses upp till känsloförtätade koloristiska flöden. Brita Rothlin-Zachrisson var även en skicklig porträttmålare. 
Brita Rothlin Zachrisson var under hela sin levnad en flitig utställare, och hennes konst har efter hennes död blivit fortsatt uppmärksammad genom separatutställningar på bland annat Galleri Sander i Linköping och Katedralskolan i Lund samt samlingsutställningar på Östergötlands museum i Linköping och Norrköpings konstmuseum. 2019 utkom en bok av konstkritikern Bo Borg om Brita Rothlin Zachrisson konstnärliga utveckling ur ett feministiskt perspektiv. 
Makarna Zachrisson är begravda på Djursdala kyrkogård.